# 1500
| 1500                   |
| ---------------------- |
| Dødsfald - Fødsler     |
| • Begivenheder • Musik |

| Gregoriansk kalender | 1500 MD                 |
| Ab urbe condita      | 2253                    |
| Armensk kalender     | 949 ԹՎ ՋԽԹ              |
| Kinesiske kalender   | 4196 – 4197 己未 – 庚申 |
| Etiopisk kalender    | 1492 – 1493             |
| Jødisk kalender      | 5260 – 5261             |
| Hindukalendere       |                         |
| - Vikram Samvat      | 1555 – 1556             |
| - Shaka Samvat       | 1422 – 1423             |
| - Kali Yuga          | 4601 – 4602             |
| Iransk kalender      | 878 – 879               |
| Islamisk kalender    | 905 – 906               |

Konge i Danmark: Hans 1481-1513
Se også 1500 (tal)

## Begivenheder
- 17. februar – En dansk-holstensk adelshær angriber Ditmarsken men lider totalt nederlag i Slaget ved Hemmingstedt
- Ludovico Sforza forsøger med tysk hjælp at generobre Milano men bliver slået og taget til fange
- 11. november - Ludvig 12. og Ferdinand den Katolske aftaler hemmeligt at dele kongeriget Kongeriget Neapel mellem sig
- Portugiseren Diogo Dias opdager Madagaskar
- Portugiseren Pedro Álvares Cabral opdager Brasilien, men tror landet er en ø

## Født
- 24. februar – Karl 5., konge af Spanien fra 1516 og kejser af Det Tysk-romerske rige fra 1519 til han nedlagde kronen to år før sin død i 1558.

## Musik
- In vernalis temporis - Ode forfattet af Morten Børup ca. 1500